# Ipanguaçu
Ipanguaçu es un municipio situado en el estado del Rio Grande do Norte, Brasil. Tiene una población estimada, en 2021, de 15 759 habitantes.

## Historia
Es un municipio surgido de una pequeña hacienda de ganado, con el nombre de Sacramento, perteneciendo por muchos años al municipio de Santana del Matos, en Rio Grande do Norte. En ese entonces el poblado basaba su economía en la agricultura y en la ganadería de subsistencia. Pasados los años, surgió la ciudad de Ipanguaçu ("isla grande", en la lengua tupí-guaraní).
La fecha de emancipación política del municipio es el 23 de diciembre de 1948.

## Geografía
El municipio es bordeado por dos ríos, el Piranhas-Açu al oeste y el Pataxó, su afluente que lo divide al medio. Vale la pena destacar la laguna de Ponta Grande. El punto más alto del municipio se encuentra en la sierra de Pataxó, con 107 metros de altitud.
El clima de Ipanguaçu es semiárido, con lluvias más abundantes en el otoño. La vegetación típica es la caatinga y las carnaúbas, especie que ha sido seriamente deforestada para dar lugar a inmensas plantaciones de banana, mango y algodón.

## Turismo
Las principales fiestas del municipio son la de la emancipación, que se celebra el día 23 de diciembre, y la de la patrona, Nuestra Señora de Lourdes, el 11 de febrero.